# タング級潜水艦
タング級潜水艦（タングきゅうせんすいかん Tang class submarine）は、アメリカ海軍の潜水艦の艦級。1951年から1952年にかけて6隻が就役した。

## 概要
本級は潜水艦推力増強計画 (Greater Underwater Propulsion Power Program, GUPPY) に従って建造された艦級であった。同プログラムによりアメリカ海軍はその潜水艦設計にドイツのUボートの技術を取り入れた。それらは第二次世界大戦後最新の技術が含まれたが、1950年代以降に原子力潜水艦と置き換えられることとなった。
タング級に取り入れられた革新技術の一つは、軽量小型化された高速の「パンケーキ」、ゼネラルモーターズ社製16-338エンジンであった。このエンジンは以前の潜水艦の大半に使用されていた、水平クランクシャフトおよび8気筒のシリンダーが2列配置された旧式のディーゼルエンジンとは大きく異なり、垂直クランクシャフトと、航空機用エンジンのようにシリンダーは放射状に配置された。このエンジンは高さ13.5フィート、幅4フィートの大きさで、4基で8トンの重量となり1つの機関室に収納することができた。これにより潜水艦の設計から多くのコンパートメントを削除することが可能となった。
魚雷発射管のデザインも変更された。前方に配置された6門の魚雷発射管は以前の圧縮空気による発射ではなく、水圧によって発射されるようになった。この発射方法は空気を使うよりも静粛で、気泡を生じないため後には世界中の潜水艦設計で採用されるようになった。また、本級以前の艦に4門装備されていた後部魚雷発射管は2門に減らされ、さらにそれらの発射管は長尺の対艦魚雷に対応せず、また、能動的に魚雷を射出できない単純な管とされた。むしろ、それらは MK-27 のために設計され、自走射出兵器である Mk-37 を使用するよう計画された。
1946年10月に最初の2隻が発注された。タング (USS Tang, SS-563) はポーツマス海軍造船所で建造された。トリガー (USS Trigger, SS-564) はエレクトリック・ボート社で建造された。1947年にはポーツマス海軍造船所にワフー (USS Wahoo, SS-565) 、エレクトリック・ボート社にトラウト (USS Trout, SS-566) の建造が発注された。1948年にはガジョン (USS Gudgeon, SS-567) とハーダー (USS Harder, SS-568) の建造が発注された。建造及び竣工はトラブルなしで進んだが、1950年初めに就役が開始すると、エンジンに不具合が生じる。本級のコンパクトな設計が仇となってメインテナンスは困難なものとなり、また発電機のオイル漏れが生じがちであった。1956年に海軍は「パンケーキ」エンジンの換装を決定し、10気筒フェアバンクス・モース対向ピストンディーゼルエンジンを採用する。より大きなエンジンを収めるために機関室は9フィート延長され、3基のみが収められることになった。1957年から58年にかけて最初の4隻が改修され、ガジョンとハーダーは延長された機関室と新型エンジンで建造された。
1967年にタング、ワフー、ガジョン、ハーダーはパッシブソナーを装着するための15フィートから18フィートのセクションが増設された。

## 登場作品
『原子力潜水艦浮上せず （Gray Lady Down）』
「トラウト」が架空の原子力潜水艦「ネプチューン」として撮影に使用されている。